# Cipolla di Banari
La cipolla di Banari è una varietà locale di cipolla (allium cepa), coltivata nel paese di Banari in provincia di Sassari.
I bulbi sono grossi e piatti, il loro peso varia da 400 grammi a oltre 1 kg. Le tuniche esterne sono di colore paglierino dorate mentre l'interno è di color avorio. Di sapore particolarmente dolce, si presta a svariati usi in cucina, ottima al forno. Si conserva a lungo in un ambiente buio e asciutto.

## Coltivazione
Si semina in semenzaio verso la metà di agosto, la terra deve essere preparata con letame maturo e abbondanti innaffiature. Si trapiantano le piantine dopo circa 60 giorni, la raccolta avviene a luglio.

## Sagra
Dal 2003 verso la metà di luglio, a Banari si tiene la sagra della cipolla, con manifestazioni culturali, canti e balli sardi  accompagnati dalla degustazione di varie pietanze tipiche della cucina banarese a base di cipolla.